# خویشاوندان پدربزرگم
«خویشاوندان پدربزرگم» (ترکی استانبولی: Dedemin İnsanları) فیلمی ترکیه‌ای در سبک کمدی و درام به کارگردانی چاقان ایرماک است که در سال ۲۰۱۱ منتشر شد. از بازیگران آن می‌توان به چتین تکیندور، حمیرا آقبای، اییت اوزشنر، و مرد فرات اشاره کرد.

## موضوع فیلم
شخصی که الان پدربزرگ یک خانواده است قبلاً که تنها ۷ سال داشت مجبور شده بود با خانواده اش از زمین‌هایشان بیرون بروند. حال که او پیر شده و پایش لب گور است، می‌خواهد قبل از اینکه بمیرد دوباره به آن زمین‌ها برگردد و…